# Albert von Le Coq
Albert von Le Coq (Berlino, 8 settembre 1860 – Berlino, 1930) è stato il proprietario di una birreria e commerciante di vini tedesco che all'età di 40 anni iniziò a studiare archeologia.
Divenne poi un famoso esploratore dell'Asia centrale.

## Origini
Von Le Coq era l'erede di un'importante fortuna prodotta da ditte produttrici di birra e vino sparse per tutta l'Europa centro-orientale, il che gli concesse il lusso di viaggiare e studiare nel tempo libero. I suoi affari proseguono ancora oggi con il birrificio A. Le Coq di Tartu, Estonia.

## Carriera da archeologo
Grazie alla sua ricchezza von Le Coq divenne un famoso archeologo e esploratore dell'Asia centrale.
Von Le Coq era convinto di poter trovare traccia dell'influenza greca anche nel lontano oriente, come ad esempio in Cina. L'organizzazione di spedizioni in Asia centrale e Cina era fuori dalla sua portata. L'archeologo tedesco Hermann Parzinger trovò una lettera nell'Archivio di Stato prussiano nella quale si dice che i finanziamenti alla spedizione di von Le Coq giunsero dall'ultimo imperatore tedesco, Guglielmo II. Guglielmo II era ossessionato dalla cultura greca e finanziò una spedizione con 32 000 marchi d'oro.
Von Le Coq era legato al Museum für Völkerkunde (oggi chiamato museo etnologico di Berlino) di Berlino. Essendo assistente del capo del museo, il professore Albert Grünwedel, Le Coq aiutò a stendere i piani per le spedizioni in Asia occidentale, soprattutto nelle aree lungo la Via della seta come Gaochang. Quando Grünwedel si ammalò prima di poter partire con la seconda spedizione, a Le Coq fu assegnato il comando. Il suo racconto della seconda e terza spedizione tedesca a Turfan fu pubblicato in inglese nel 1928 colo titolo di Buried Treasures of Chinese Turkestan.
Le spedizioni trovarono ampie reti di grotte con templi buddhisti e manicheisti nello Xinjiang in Cina nordoccidentale. Nonostante molti dei manoscritti trovati nelle grotte siano stati distrutti durante gli scavi, von Le Coq ipotizzò di aver scoperto una grande biblioteca manicheista. Alcuni dipinti lo portarono a credere di aver trovato tracce della cultura aryana, legata ai Franchi. Con l'aiuto del suo assistente, Theodor Bartus, Le Coq scavò oltre 360 kg (o 305 casse) di manufatti, incisioni a muro e preziose icone, poi inviate al museo. In Buried Treasures ... Le Coq difende questi "prestiti" come necessari, citando la natura turbolenta del Turkestan cinese al tempo delle spedizioni. I cinesi considerano questo sequestro un "furto coloniale" paragonabile a quello dei marmi di Elgin o dei diamante di Koh-i-Noor. I manufatti furono esposti nel museo fino al 1944, quando vennero distrutti da un bombardamento britannico nel corso della seconda guerra mondiale.